# Przynęty: Uwiedzenie
Przynęty: Uwiedzenie (ang. Decoys 2: Alien Seduction) – kanadyjski horror z 2007  roku. Sequel filmu Przynęty z 2004 roku.

## Fabuła
Sam Compton, student w małym mieście w północno-wschodnich Stanach Zjednoczonych postanawia wziąć udział w konkursie na najlepszego uwodziciela w szkole, którego zwycięzcą będzie ten, któremu uda się poderwać najwięcej dziewczyn. Tymczasem w kampusie pojawiają się dwie studentki z wymiany zagranicznej. Wkrótce okazuje się, że wszyscy, którzy próbowali się z nimi umówić, zniknęli.

## Obsada
- Corey Sevier - Luke Callahan
- Tyler Johnston - Sam Compton
- Kailin See - Stephanie Baxter
- Kim Poirier - Constance Snowden
- Dina Meyer - dr Alana Geisner
- Tobin Bell - profesor Erwin Buckton
- Reamonn Joshee - Henry Robbins
- Ryan Ash - Peter Brunson
- Brad Goddard - Nick Dean
- Michelle Molineux - Delia
- Lindsay Maxwell - Jasmine
- Natalie McFetridge - Angeline
- Sam Easton  - Arnold Steiner
- Darcy Glassford - Rocky
- Ira Lee Gathers - Evan